# Lijst van schepen van de United States Navy (N)
Deze lijst geeft een overzicht van schepen die ooit in dienst zijn geweest bij de United States Navy waarvan de naam begint met een N.

## N-Na
- USS N-1 (SS-53)
- USS N-2 (SS-54)
- USS N-3 (SS-55)
- USS N-4 (SS-56)
- USS N-5 (SS-57)
- USS N-6 (SS-58)
- USS N-7 (SS-59)
- USS Nabigwon (YTB-521)
- USS Nacheninga (YTB-520/YTM-520)
- USS Nadli (YTB-534/YTM-534)
- USS Nahant (1862, SP-1250, AN-83)
- USS Nahasho (YTB-535/YTM-535)
- USS Nahma (YFB-1, SP-771)
- USS Nahoke (YTB-536/YTM-536)
- USS Nahunta (1872)
- USS Naiad (1863)
- USS Naifeh (DE-352)
- USS Naiwa (SP-3512)
- USS Najelda (SP-277)
- USS Nakarna (YTB-393/YTM-393)
- USS Namakagon (AOG-53)
- USS Namequa (YT-331/YTB-331)
- USS Namontack (YN-46/YNT-14/YTB-738)
- USS Nanigo (YTB-537/YTM-537)
- USS Nansemond (1862, 1896)
- USS Nansemond County (LST-1064)
- USS Nanshan (AG-3)
- USS Nantahala (1918, AO-60)
- USS Nantasket (1867)
- USS Nanticoke (AOG-66)
- USS Nantucket (1862, 1907, PG-23/IX-18, SP-1153)
- USS Naos (AK-105)
- USS Napa (1862, AT-32, LPA-157)
- USS Narada (SP-161)
- USS Narcissus (1863, WAGL-238)
- USS Narkeeta (1891, YT-133)
- USS Narragansett (1859, SP-2196, YFB-1163, AT-88/ATF-88)
- USS Narraguagas (AOG-32)
- USS Narwhal (SS-17, SS-167, SSN-671)
- USS Nashawena (AG-142)
- USS Nashel (YTB-538)
- USS Nashira (AK-85)
- USS Nashua (YTB-774)
- USS Nashville (PG-7, CL-43, LPD-13)
- USS Nasornsee (YBT-260)
- USS Nassau (CVE-16, LHA-4)
- USS Nassuk Bay (CVE-67)
- USS Natahki (YT-398)
- USS Natalia (SP-1251)
- USS Natchaug (AOG-54)
- USS Natchez (1827, AGS-3, PG-102)
- USS Natchitoches (YTB-799)
- USS Nathan Hale (SSBN-623)
- USS Nathanael Greene (SSBN-636)
- USS Nathaniel Taylor (1863)
- USS Natick (SP-570, TYB-760)
- USS National Guard (renamed Guard)
- USS Natoma (SP-666)
- USS Natoma Bay (CVE-62)
- USS Natoya (SP-396)
- USS Natrona (APA214)
- USS Naubuc (1864, AN-84)
- USS Naugatuck (1862, WYT-92, YTM-753)
- USS Naumkeag (1863)
- USS Nauset (AT-89)
- USS Nausett (1865, YT-35, IX-190, ACM-15)
- USS Naushon (SP-517)
- USS Nautilus (1799, 1847, SS-29, SP-559, SS-168, SSN-571 eerste nucleaire onderzeeboot)
- USS Navajo (AT-52, AT-64, ATA-211, ATF-169)
- USS Navajo III (SP-298)
- USS Navarro (LPA-215)
- USS Navasota (AO-106)
- USS Navesink (WYT-88)
- USS Navigator (SP-2225, ATA-203)
- USS Navy Yard (YFB-8)
- USS Nawat (YNT-23)
- USS Nawona (YTB-261)

## Ne
- USS Neal A. Scott (DE-769)
- USS Nebraska (1869, BB-14, SSBN-739)
- USS Neches (AO-5, AO-47, AOT-183)
- USS Nedeva II (SP-64)
- USS Needle (SP-649)
- USS Needlefish (SS-379)
- USS Negwagon (YT-188)
- USS Nehenta Bay (CVE-74)
- USS Nelansu (SP-610)
- USS Nellie (1881)
- USS Nellie Jackson (SP-1459)
- USS Nelson (DD-623)
- USS Nemaha (WSC-148)
- USS Nemasket (AOG-10)
- USS Nemes (SP-424)
- USS Nemesis (1869, SP-343, WPC-111)
- USS Nenville (LPA-227)
- USS Neoga (YTB-263)
- USS Neokautah (YTB-284)
- USS Neomonni (YT-349)
- USS Neosho (1863, AO-23, AO-48, AO-143)
- USS Nepanet (YT-189)
- USS Nepenthe (SP-112)
- USS Neponset (1918)
- USS Neptune (1869, AC-8, ARC-2)
- USS Nereus (1863, AC-10, AS-17)
- USS Nerita (SP-3028)
- USS Nerka (SS-380)
- USS Nero (AC-17)
- USS Neshaminy (1865)
- USS Neshanic (AO-71)
- USS Neshoba (APA-216)
- USS Nespelen (AOG-55)
- USS Nestor (ARB-6)
- USS Nesutan (YT-338)
- USS Neswage (YN-49)
- USS Nettie (SP-1436)
- USS Nettle (1814, 1862)
- USS Neuendorf (DE-200)
- USS Neunzer (DE-150)
- USS Nevada (BM-8, BB-36, SSBN-733)
- USS Neville (AP-16/APA-9)
- USS New (DD-818)
- USS New Bedford (PF-71)
- USS New Berne (1863)
- USS New England (1861, SP-1222)
- USS New Era (1862)
- USS New Hampshire (1864, BB-25, BB-70, SSN-778)
- USS New Hanover (AKA-73)
- USS New Haven (CL-76, CL-109)
- USS New Ironsides (1862)
- USS New Jersey (BB-16, BB-62)
- USS New Kent (APA-217)
- USS New London (1861)
- USS New London County (LST-1066)
- USS New Mexico (BB-40, SSN-779)
- USS New National (1862)
- USS New Orleans (CL-22, CA-32, LPH-11, LPD-18)
- USS New Uncle Sam (1862)
- USS New York (1776, 1800, 1820, CA-2, BB-34, LPD-21)
- USS New York City (SSN-696)
- USS Newark (C-1, CL-100, CL-108)
- USS Newberry (APA-158)
- USS Newburgh (1918)
- USS Newcastle Victory (AK-233)
- USS Newcomb (DD-586)
- USS Newell (DE-322)
- USS Newman (DE-205/APD-59)
- USS Newman K. Perry (DD-883)
- USS Newport (PG-12, PF-27, LST-1179)
- USS Newport News (CA-148, SSN-750)
- USS Newton (1918, IX-33)
- USS Nezinscot (1898)

## Ni
- USS Niagara (1813, 1855, 1898, SP-246, SP-263, SP-136, PG-52, APA-87)
- USS Niagara Falls (AFS-3)
- USS Niantic (CVE-46, YTB-781)
- USS Niantic Victory (AGM-6)
- USS Niblack (DD-424)
- USS Nicholas (DD-311, DD-449, FFG-47)
- USS Nicholson (TB-29, DD-52, DD-442, DD-982)
- USS Nicollet (AG-93)
- USS Nields (DD-616)
- USS Nightingale (1861, SP-523, AMc-18, AMc-149, YMS-290)
- USS Nihoa (YFB-17)
- USS Niji (SP-33)
- USS Nike (WPC-112)
- USS Nimble (AM-266, MSO-459)
- USS Nimitz (CVN-68)
- USS Nina (1864)
- USS Niobe (1869)
- USS Niobrara (AO-72)
- USS Niphon (1863)
- USS Nipmuc (ATF-157)
- USS Nipsic (1863)
- USS Nirvana (SP-706)
- USS Nirvana II (SP-204)
- USS Nita (1864)
- USS Nitro (AE-2, AE-23)
- USS Nitze (DDG-94)

## No
- USS Noa (DD-343/APD-24, DD-841)
- USS Noble (1861, APA-218)
- USS Nodaway (AOG-78)
- USS Nogales (YTB-777)
- USS Noka (YN-54)
- USS Nokomis (SP-609, YT-142)
- USS Noma (SP-131)
- USS Nomad (SP-1046)
- USS Nonata (1846)
- USS Nonpareil (SP-370)
- USS Nonsuch (1813)
- USS Noord Brabant (1918)
- USS Nootka (YTB-508)
- USS Nopatin (SP-2195)
- USS Norfolk (1798, CA-137, DL-1, SSN-714)
- USS Norfolk Packet (1862)
- USS Norlina (1918)
- USS Norma (AK-86)
- USS Norman Scott (DD-690)
- USS Normandie (AP-53)
- USS Normandy (CG-60)
- USS Normannia (SP-756)
- USS Norris (DD-859)
- USS North (YFB-46)
- USS North Carolina (1820, ACR-12, BB-52, BB-55, SSN-777)
- USS North Dakota (BB-29)
- USS North Pole (SP-3791)
- USS North Star (WPG-59)
- USS Northampton (SP-670, CL/CA-26, CLC-1)
- USS Northern Light (AK-284)
- USS Northern Pacific (1917)
- USS Northland (WPG-49)
- USS Norton Sound (AVM-1)
- USS Norwalk (AK-279)
- USS Norwich (1812, 1861)
- USS Notable (AM-267, MSO-460)
- USS Nottoway (YT-18, ATA-183)
- USS Nourmahal (PG-72)
- USS Noxubee (AOG-56)

## NR-Ny
- USS NR-1 (NR-1)
- USS Nucleus (AM-268)
- USS Nueces (APB-40)
- USS Numa (YTB-399)
- USS Numitor (ARL-17)
- USS Nuthatch (AM-60)
- USS Nutmeg (AN-33)
- USS Nyack (1863, YT-19)
- USS Nyanza (1863)
- USS Nye County (LST-1067)
- USS Nymph (1864)

A · B · C · D · E · F · G · H · I · J · K · L · M · N · O · P · Q · R · S · T · U · V · W · X · Y · Z